# Cathédrale Sainte Marthe
La cathédrale Sainte Marthe de Lubunga est une église catholique située dans la commune de Lubunga, à Kisangani, en république démocratique du Congo (RDC). Elle fait partie de l'archidiocèse de Kisangani, cette paroisse joue un rôle central dans la vie spirituelle, culturelle et sociale de la communauté catholique locale.

## Historique
La cathédrale Sainte Marthe de Lubunga est un édifice religieux situé dans la commune de Lubunga, sur la rive gauche du fleuve Congo, à Kisangani, en république démocratique du Congo. La construction d’une nouvelle église dédiée à Sainte Marthe a débuté vers 1949, sous la supervision de Marcel Bruyère, ingénieur civil.
Avant cette construction, un couvent des Sœurs Franciscaines, construit vers 1904, avec une église dite de style espagnol ou portugais, existait à Lubunga.

## Architecture
Construite au milieu du XXe siècle, elle reflète un mélange d’architecture coloniale européenne et d’adaptations aux conditions climatiques locales. Ses caractéristiques principales incluent :
- Style colonial simple et fonctionnel : conception rectangulaire, influencée par les églises catholiques traditionnelles.
- Toit en pente : adapté aux fortes pluies tropicales pour éviter l’accumulation d’eau.
- Matériaux locaux : murs en briques ou pierres locales, assurant durabilité et isolation thermique.
- Intérieur sobre : décorations limitées, avec un autel central et des bancs en bois.
- Ouvertures larges : fenêtres et portes grandes pour une ventilation naturelle, essentielle dans un climat tropical.
- Éléments religieux : probablement un clocher modeste pour abriter les cloches et marquer son rôle spirituel dans la région.

L’édifice témoigne de l’histoire coloniale de la région tout en s’intégrant au patrimoine culturel et religieux local. Il reste aujourd’hui un symbole de foi et de résilience pour la communauté de Lubunga,.

## Activités pastorales
La cathédrale Sainte Marthe de Lubunga. Elle remplit des missions variées qui combinent la vie religieuse, sociale et éducative et communautaires : 
- Célébration des sacrements : messes régulières, baptêmes, mariages, confirmations, et confessions[5].
- Formation chrétienne : catéchèse pour enfants et adultes, préparation au mariage et accompagnement spirituel.
- Actions sociales : soutien aux nécessiteux, accueil des déplacés en période de crise, et assistance matérielle et morale.
- Engagement des jeunes : mouvements de jeunesse, activités culturelles, sportives et pastorales.
- Fêtes et retraites spirituelles : organisation de grandes célébrations liturgiques, veillées de prière et retraites spirituelles.
- Mission et évangélisation : activités missionnaires dans les environs et collaboration avec d’autres paroisses de l’archidiocèse de Kisangani[6].

## Engagement social
La cathédrale a joué un rôle central dans la vie spirituelle et communautaire de Lubunga. En mars 2024, elle a servi de refuge à de nombreux déplacés fuyant le conflit entre les Mbole et les Lengola. Ces déplacés ont trouvé abri temporaire au sein de la paroisse Sainte-Marthe de Lubunga. Elle organise :
- Des œuvres caritatives pour les personnes en situation de précarité.
- Des campagnes de sensibilisation sur des thématiques telles que la santé, l’éducation et la justice sociale.
- Un soutien aux jeunes à travers des activités sportives, culturelles et éducatives[7].

## Rayonnement
Grâce à son emplacement stratégique à côté du Fleuve Congo dans la commune Lubunga, la cathédrale Sainte Marthe est l’une des églises les plus fréquentées de Kisangani surtout pour son architecture.

## Adresse et contacts
Elle est située dans la commune de Lubunga, sur la rive gauche du fleuve Congo, à Kisangani, en république démocratique du Congo.
Les messes dominicales sont célébrées à 7h et 9h30.